# Anfang (Solingen)
Anfang hieß in der zweiten Hälfte des 19. Jahrhunderts eine Ortslage in der Stadt Ohligs, die heute ein Stadtteil der bergischen Großstadt Solingen ist. Die nahe gelegene Anfangstraße erinnert an den Ort, ansonsten ist die Ortsbezeichnung nicht mehr gebräuchlich.

## Lage und Beschreibung
Anfang lag im Westen von Ohligs zwischen Dunkelnberger Straße, Schwanenstraße und Erlenstraße in der Nähe der Anfangstraße. Das Gebiet ist heute ein nahezu geschlossen bebautes Wohnquartier zwischen der Landesstraße 288, der Bonner Straße, im Westen und den östlichen Ausläufern der Ohligser Heide, in welchem der Ort vollständig aufgegangen ist. Benachbarte Ortslagen sind bzw. waren (von Nord nach West): Potzhof, Diepenbruch, Ohligs, Piepers, Klein-Ohligs, Hassels, Dunkelnberg, Pannenschoppen und Honigsheide. 

## Geschichte
Das Gebiet westlich des heutigen Ohligser Stadtteilzentrums war am Ende des 19. Jahrhunderts nur locker doch einige Ortslagen und Hofschaften besiedelt, darunter auch die Ortslage Anfang, die erst in der Preußischen Neuaufnahme von 1893 als Anfang in einer Karte verzeichnet ist. Der Ort gehörte zur Bürgermeisterei Merscheid, die 1856 zur Stadt erhoben und im Jahre 1891 in Ohligs umbenannt wurde.
Dem war 1867 die Eröffnung eines Bahnhofes auf freiem Feld bei Hüttenhaus vorausgegangen, des Bahnhofes Ohligs-Wald, der heute den Namen Solingen Hauptbahnhof trägt. Die nahegelegene größere Hofschaft Ohligs gewann an Bedeutung und entwickelte sich infolge der Nähe zu dem Bahnhof zu einem der Siedlungszentren in der Stadt Merscheid. Viele umliegende Ortslagen und Hofschaften verloren ihre solitäre Lage und gingen in der sich ausbreitenden geschlossenen gründerzeitlichen Bebauung der Stadt vollständig auf.:113 In der Hofacker-Karte von 1898 ist das Gebiet nahe Anfang von Osten her bereits zusammenhängend bebaut, in der Karte wird das Gebiet als Anfang bezeichnet.
Die Gemeinde- und Gutbezirksstatistik der Rheinprovinz führt den Ort 1871 mit zehn Wohnhäusern und 116 Einwohnern auf. Im Gemeindelexikon für die Provinz Rheinland von 1888 werden 14 Wohnhäuser mit 141 Einwohnern angegeben.
Mit der Städtevereinigung zu Groß-Solingen im Jahre 1929 wurde der Ort nach Solingen eingemeindet. Bereits im amtlichen Stadtplan von 1929 ist die Ortsbezeichnung, bis auf den Straßennamen, nicht mehr aufgeführt. Darum ist er heute auch nicht mehr gebräuchlich.